# Марич, Милева
Милева Ма́рич (серб. Милева Марић; 19 декабря 1875, Тител, Австро-Венгрия — 4 августа 1948, Цюрих, Швейцария) — первая жена Альберта Эйнштейна. Одна из первых женщин в Австро-Венгрии, добившихся права получить высшее образование.

## Биография

### Ранние годы
Милева Марич родилась в зажиточной сербской семье в городе Тителе, комитат Бач-Бодрог Австро-Венгерской Империи. Она была старшей из трёх детей Милоша Марича (1846—1922) и Марии Ружич-Марич (1847—1935) (младший брат Милош стал в будущем советским гистологом). Вскоре после её рождения отец завершил карьеру военного и поступил на службу в суд города Рума, а затем в Загреб. В 1886 году Милева начала посещать школу для девочек в Нови-Саде, на следующий год перешла в школу Сремска-Митровица. Начиная с 1890 года посещала Сербскую королевскую гимназию в Шабаце. По причине хромоты (врождённый вывих левого бедра) Милева подвергалась насмешкам одноклассников, из-за чего выросла неразговорчивой и замкнутой.
В 1891 году её отец получил специальное разрешение на поступление Марич в качестве студентки, обучающейся на частной основе, в сугубо мужскую Королевскую классическую гимназию в Загребе, где она в совершенстве освоила немецкий язык. В 1892 году Милева сдала вступительный экзамен и поступила в десятый класс. Она добилась специального разрешения на посещение лекций по физике в феврале и сдала выпускные экзамены в сентябре 1894 года. Её оценки в области математики и физики колебались между «хорошо» и «очень хорошо», однако не достигали уровня «отлично». В том же году она решила переехать в Швейцарию, где не было ограничений на женское образование.14 ноября Милева поступила в женскую гимназию Цюриха. В 1896 году получила аттестат зрелости и изучала медицину в течение одного семестра в Цюрихском университете.

### Политехникум
Осенью 1896 года Марич перешла в Цюрихский Политехникум, пройдя вступительный экзамен по математике со средней оценкой 4,25 по шестибалльной шкале. Она записалась на дипломный курс преподавания физики и математики (секция VIA) одновременно с Альбертом Эйнштейном, где была единственной студенткой в группе и одной из пяти в секции. Вскоре она подружилась с Эйнштейном, который был на 3,5 года моложе её.
В октябре 1897 года Милева провела один семестр (полгода) в Гейдельбергском университете, посещала лекции по физике и математике в качестве слушателя. В апреле 1898 года вернулась в Политехникум. Её образовательный курс включал в себя дифференциальное и интегральное исчисление, описательную и проективную геометрию, механику, теоретическую физику, прикладную физику, экспериментальную физику и астрономию.
Марич сдала промежуточные (преддипломные) экзамены в 1899 году, на год позже других студентов. Её средняя оценка составляла 5,05 по шестибалльной шкале, что ставило её на пятое место среди шести студентов, сдающих экзамен в том году (Эйнштейн на преддипломных экзаменах был первым с оценкой 5,7; при этом его оценка по физике была такой же, как у Марич — 5,5). В 1900 году Марич провалила выпускные экзамены со средней оценкой 4, при этом оценка по одной из математических дисциплин составила 2,5 (теория функций). Диплома она так и не получила. Эйнштейн сдал экзамен четвёртым со средней оценкой 4,91.
Научная карьера Марич окончательно прервалась в 1901 году, когда она забеременела. На третьем месяце беременности она пересдала выпускной экзамен, но снова провалилась без повышения оценок. Она также прекратила написание дипломной работы, которую планировала развить до докторской под руководством профессора физики Генриха Вебера. Она отправилась в Нови-Сад, где (по всей вероятности, в январе 1902 года) у неё родилась дочь, названная Лизерль. Выяснить дальнейшую судьбу девочки биографам не удалось; вероятнее всего, она умерла во младенчестве — в последнем из сохранившихся писем Эйнштейна, где она упоминается (сентябрь 1903), речь идёт о каких-то осложнениях после скарлатины.

### Замужество и семья
В 1903 году Эйнштейн и Марич поженились в швейцарском Берне, вопреки протестам матери Эйнштейна, которая предсказывала, что к тридцати годам Марич «станет старой ведьмой», Эйнштейн нашёл работу в местном Федеральном ведомстве по интеллектуальной собственности. В 1904 году у них родился сын Ганс Альберт. Эйнштейн активно занимался научными проблемами, однако обсуждал их уже не с Милевой, а с друзьями — Мишелем Бессо, Конрадом Габихтом и Морисом Соловиным; по словам Соловина, Милева «внимательно слушала нас, но никогда не вмешивалась в дискуссии».
Эйнштейны жили в Берне до 1909 года, пока Альберт не получил должность преподавателя в университете Цюриха. В 1910 году у них родился второй сын, Эдуард.
У сестры Милевы, Зорки Марич (серб. Зорка Марић, 1883—1938), ещё в молодости обнаружилась неизлечимая душевная болезнь. Не исключено, что шизофрению младшего сына Эйнштейна, Эдуарда, вызвала наследственная патология.
В 1911 году семья  переехала в Прагу, где Эйнштейн занял должность преподавателя в Немецком университете. Год спустя они вернулись в Цюрих. Эйнштейн согласился на должность профессора в своей альма-матер.
В письме подруге (1912 год) Милева пишет:

Альберт стал знаменитым физиком. Профессионалы его высоко ценят и восторгаются им. Он полностью погружён в свои дела, можно сказать, только и живёт ими. К стыду своему, должна признаться, что мы для него не важны и находимся на втором месте. Мы живём очень счастливо и очень тихо, поскольку муж не любит, когда мешают его работе.

Первый биограф Эйнштейна Карл Зелиг пишет о Милеве:

Она была достаточно способным человеком, но математическим дарованием не обладала. Без помощи Эйнштейна она выпускное свидетельство не получила бы. С тяжёлым, замкнутым характером жить и учиться Милеве порой было нелегко. Знакомым она казалась несколько угрюмой, молчаливой, недоверчивой. Но те, кто знал её ближе, уважали Милеву за чисто славянское гостеприимство, за скромность, с которой она слушала часто разгоравшиеся споры. Своей внешности она совсем не уделяла внимания, так как женское кокетство было ей совершенно чуждо. Милева страдала туберкулёзом суставов, хромала, была неврастенична и очень ревнива; всё это порой обращало в мучение и её жизнь, и жизнь её близких… Родители Эйнштейна не были обрадованы такой невесткой.

### Переезд в Берлин и развод
В июле 1913 года Макс Планк и Вальтер Нернст пригласили Эйнштейна переехать в Берлин, его согласие сильно расстроило Марич. В августе Эйнштейны планировали пешую экскурсию со своими сыновьями и Марией Кюри с дочерьми, но Марич ненадолго задержалась из-за болезни Эдуарда. В сентябре они посетили дом родителей Марич, расположенный вблизи Нови-Сада, и в день отъезда в Вену Марич окрестила своих сыновей в православной церкви. После Вены Эйнштейн посетил родственников в Германии, а Марич вернулась в Цюрих. После Рождества она приехала в Берлин, чтобы остановиться у Фрица Габера, который помог разместиться Эйнштейнам перед переездом в апреле 1914 года. В марте Эйнштейны покинули Цюрих, с остановками в Антверпене и Лейдене, и прибыли в Берлин в середине апреля.
Отношения в браке стали напряжёнными с 1912 года, когда весной этого года Эйнштейн стал вести тайную переписку со своей кузиной Эльзой Левенталь (в девичестве Эйнштейн). Марич, которая изначально не хотела ехать в Берлин, всё более раздражалась. Вскоре после переезда в Берлин Эйнштейн заявил, что для того, чтобы остаться с ним, Милеве следовало соблюдать жёстко заданные условия. Между ними произошёл разрыв, летом 1914 года Марич перевезла детей в Цюрих. Эйнштейн дал нотариально заверенное обязательство обеспечивать ей ежегодное содержание в 5600 марок с ежеквартальными платежами; это составляло немногим меньше половины его зарплаты. После пяти лет жизни порознь пара развелась 14 февраля 1919 года.

### Дальнейшая жизнь

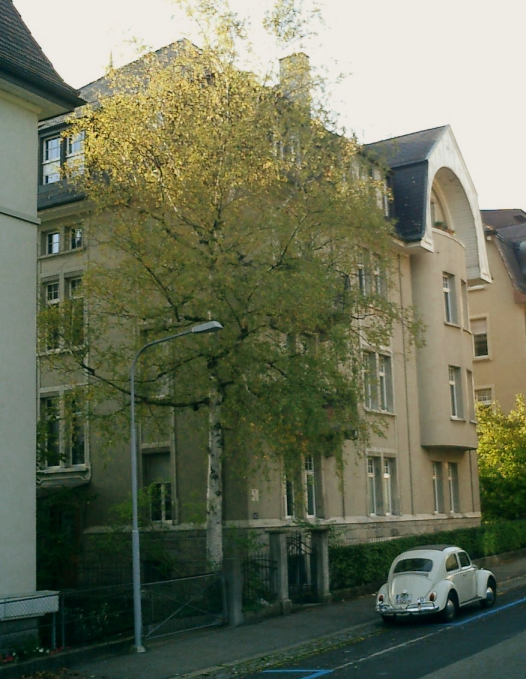
Дом Марич в Цюрихе на Хуттенштрассе, 62

Марич и Эйнштейн при разводе заключили соглашение, по условиям которого деньги Нобелевской премии, которую ожидал Эйнштейн, должны были перейти в доверительное управление детей; Марич в этом случае могла получать только проценты. После того, как Эйнштейн женился второй раз в июне 1919 года, он приехал в Цюрих, чтобы поговорить о будущем детей. В ходе визита он взял Ганса Альберта на Боденское озеро для парусной прогулки и Эдуарда в Арозу для санаторного лечения.
Марич и оба её сына жили в стеснённых обстоятельствах. После присуждения в 1922 году Эйнштейну Нобелевской премии она получила обещанные им деньги. На них в Цюрихе было приобретено три дома, один для неё с сыновьями и два других в качестве вложения средств.
В конце 1930-х годов с Эдуардом произошёл нервный срыв, в ходе медицинского обследования был поставлен диагноз шизофрения, и два дома были проданы, чтобы покрыть лечение в психиатрической клинике при Цюрихском университете. Во избежание потери основного дома права на него были переданы Эйнштейну, который регулярно переводил средства для содержания Эдуарда и своей бывшей жены.
Милева Марич скончалась в Цюрихе 4 августа 1948 года в возрасте семидесяти двух лет и была похоронена на кладбище Нордгейм.

## Научный вклад
Вопрос, касающийся вклада Милевы Марич в ранние работы Эйнштейна (в особенности работы «Года чудес»), в какой-то мере является дискуссионным. Консенсус среди профессиональных историков науки сводится к тому, что она не сделала значительного научного вклада.

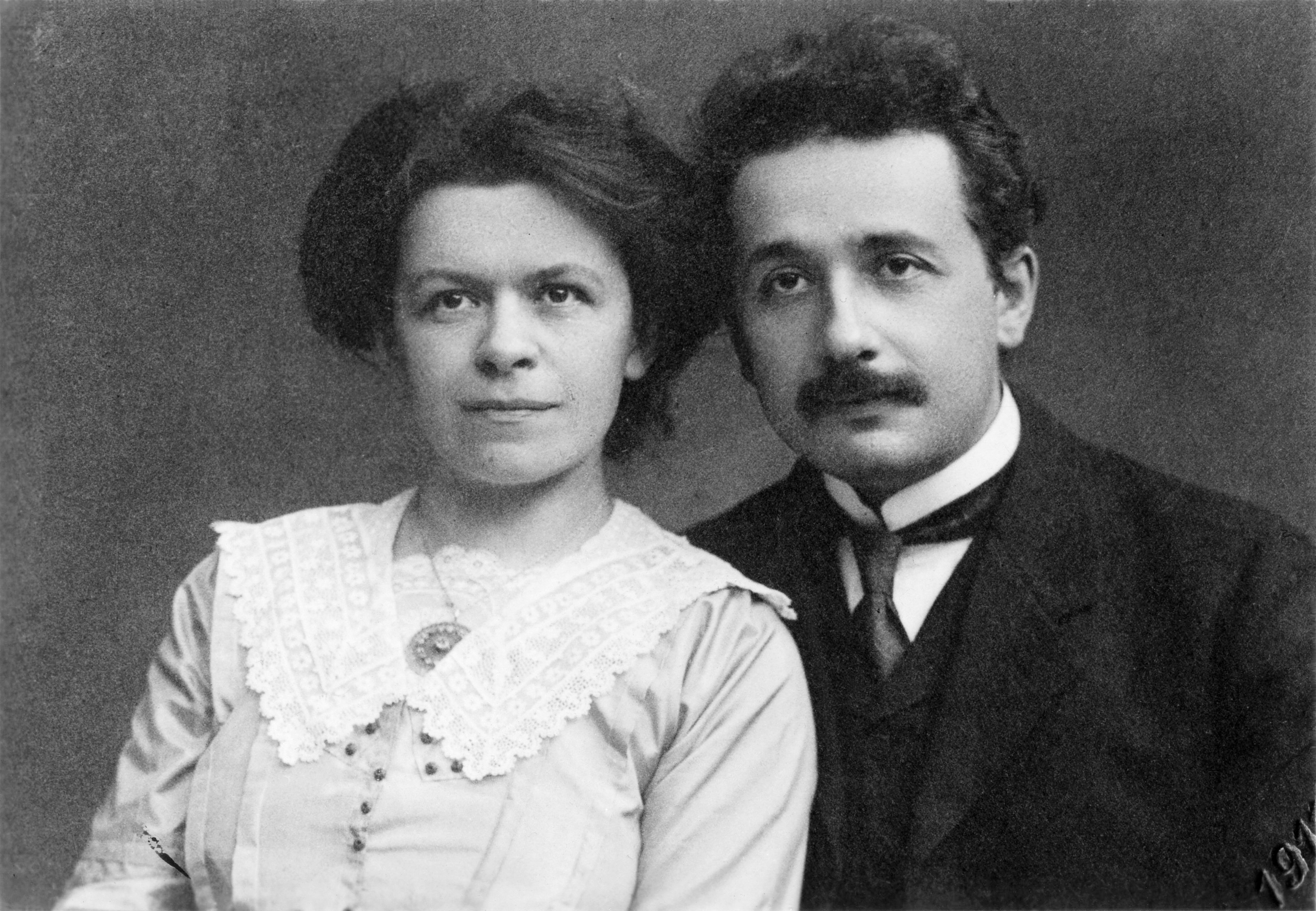
Альберт Эйнштейн и Милева Марич, 1912 год

В 1980-е годы появились несколько книг и статей, авторы которых пытались доказать, что Милева оказывала Эйнштейну математическую поддержку и, возможно, существенно помогла  его исследованиям. В 1990-е годы, когда были опубликованы ранее неизвестные письма Эйнштейна и другие документы, все доводы в пользу участия Милевы в ранних работах Эйнштейна были аргументированно опровергнуты. В частности, были обнародованы табели успеваемости Марич в средней школе и в политехникуме, а также её письма к ближайшей подруге, Элен Кауфлер-Савич.
Доводы соавторства Марич в ранних работах Эйнштейна базируются в основном на следующих данных.
- Якобы исключительные способности Марич к математике. Однако её экзаменационные оценки это не подтверждают, на уровень «отлично» (шесть по шестибалльной системе) она практически никогда не выходила (см. выше).
- Свидетельство советского физика Абрама Иоффе, который якобы видел рукописи статей 1905 года и отметил, что они были подписаны «Эйнштейн-Марити». При этом Иоффе сослался на несуществующий швейцарский обычай добавлять к фамилии мужа фамилию жены Марити (Марич). На самом деле Иоффе в своей статье говорит об «авторе статей» в единственном числе и прямо называет Эйнштейна; нет также оснований утверждать, что Иоффе вообще видел рукописи этих статей[53][54][48].
- Письма, в которых Эйнштейн к словам «теория» и «работа» употребляет местоимение «наша». Джон Стачел отмечает, что эти письма написаны в студенческие годы, по крайней мере, за четыре года до статей 1905 года. В некоторых случаях, когда Эйнштейн употребляет «наш», речь идёт о дипломной работе, тема которой у них одинакова (экспериментальные исследования теплопроводности)[55]. Эйнштейн использует «наш» в общих заявлениях, в то же время он неизменно говорит «я» и «мой», когда касается «специфичных» идей: «письма к Марич показывают Эйнштейна с упоминанием ссылок на „его“ исследования, „его“ работы по электродинамике движущихся тел более дюжины раз, в то время как „наш“ упоминается всего лишь один раз в работе по проблеме относительного движения»[56][57]. В двух случаях, касающихся уцелевших ответных писем от Марич, в которых он рассказывает о своих последних идеях, она не даёт никакой ответной реакции. Её письма, в отличие от писем Эйнштейна, содержат только личные замечания, касающиеся её курсовой работы в Политехникуме. Стачел пишет: «В её случае мы не имеем ни опубликованных статей, ни писем с серьёзным научным содержанием, направленных Эйнштейну или к кому-либо ещё, ни каких-либо объективных доказательств её предполагаемых творческих талантов. Мы даже не знаем о слухах, касающихся её разговоров с кем бы то ни было на научные темы, не говоря уже об утверждениях, касающихся официальных сообщений о её идеях»[58].
- Соглашение о разводе, в котором Эйнштейн обещал ей деньги от Нобелевской премии, он предложил, чтобы убедить отказывающуюся Марич дать согласие на развод[59]. На основе опубликованных писем (раскрытых для общественности спустя 20 лет со дня смерти сводной внучки Эйнштейна Марго), Уолтер Айзексон сообщил, что в конечном итоге Марич вложила деньги Нобелевской премии в три жилых здания в Цюрихе, с целью получения дохода[60].

Таким образом, убедительных доказательств того, что Марич помогла Эйнштейну развить его теории, нет. Старший сын супружеской пары, Ганс Альберт, сказал, что, когда его мать вышла замуж за Эйнштейна, она забросила научные амбиции. Эйнштейн остался весьма плодотворным учёным в 1920-е годы, долгое время придавая работе приоритетное значение после разрыва с Марич в 1914 году. Она, в свою очередь, не опубликовала ни одной научной работы — ни в годы жизни с Эйнштейном, ни позже. Никто из друзей и коллег Эйнштейна не упоминал, что Марич как-то была связана с его работой. Кроме того, сама Марич никогда не утверждала, что играла какую-либо значительную роль в научной работе Эйнштейна, и не намекала на такую роль в письмах к своей близкой подруге Хелен Савич.
Американский историк науки Дэвид Кэссиди делает вывод:

Вполне вероятно, что при таком невероятном потоке статей [Эйнштейна в 1905 году] Марич оказывала практическую помощь, например, проводила библиографический поиск и вычитывала тексты, но нет никаких достоверных свидетельств, что жена Эйнштейна, его доверенное лицо, получившая физико-математическое образование, внесла какой-то научный вклад в его работы. Кое-кто утверждал, что Эйнштейну требовалась её помощь в сложных математических расчётах, но на самом деле математика в статьях 1905 года… не выходит за пределы того, что мог и должен был знать любой выпускник физико-математического факультета Политехникума.

## Память

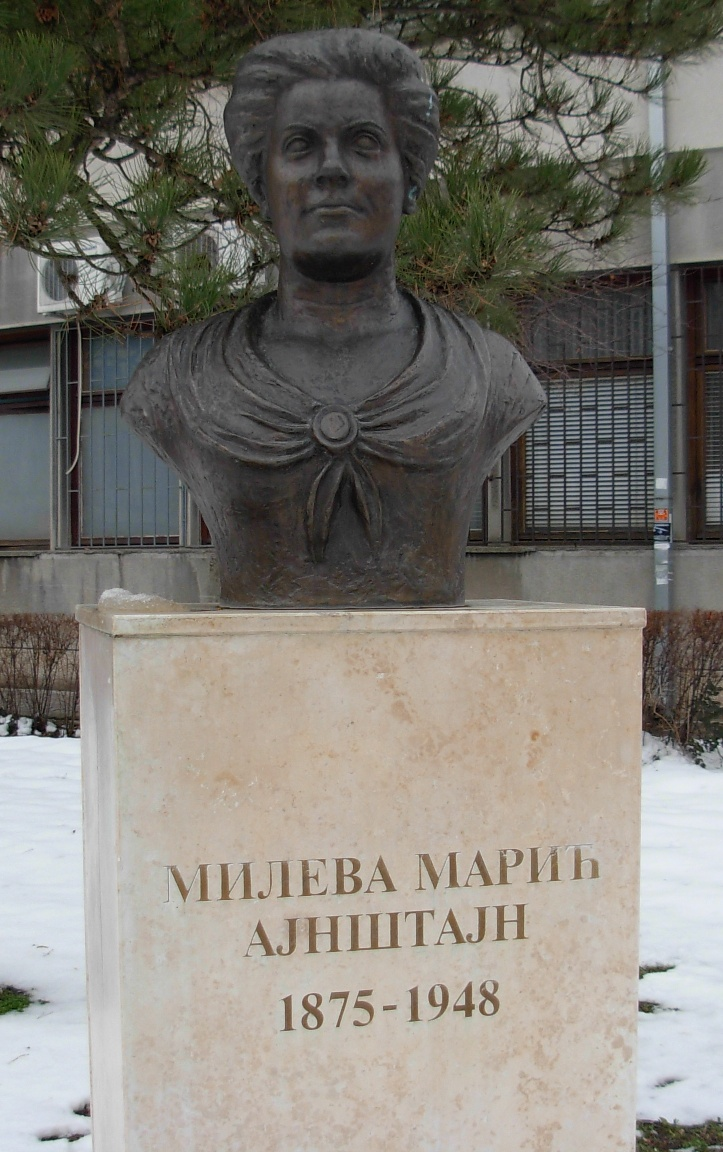
Бюст в студенческом городке университета города Нови-Сад

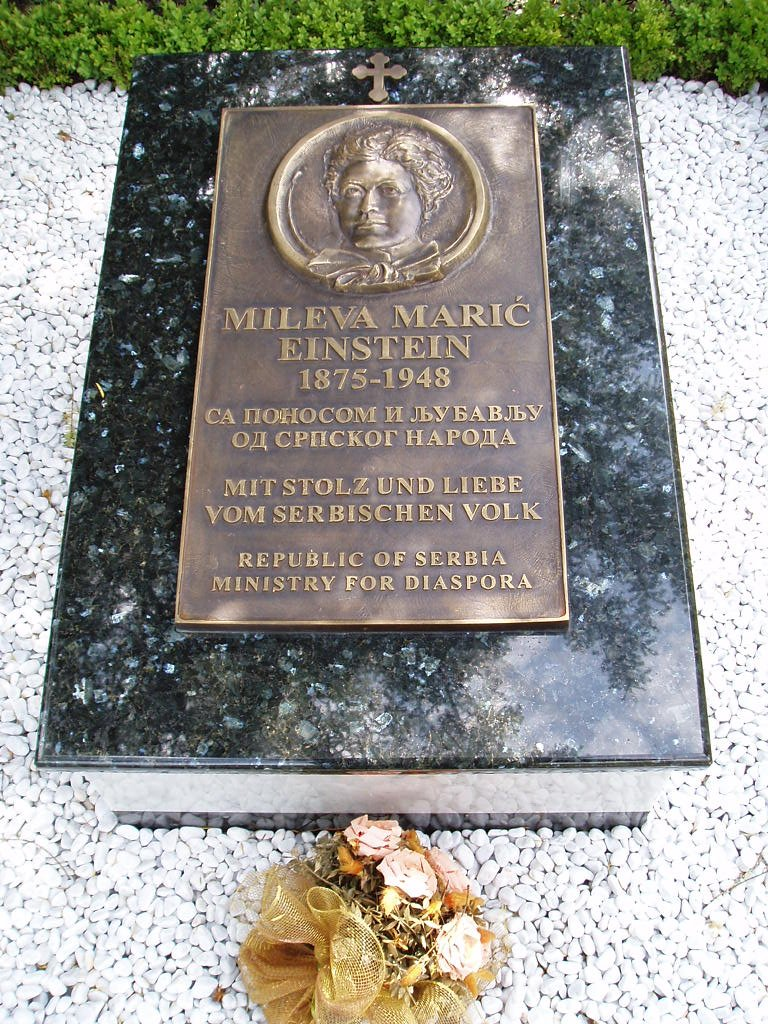
Мемориальное надгробие на кладбище Нордгейм, Цюрих

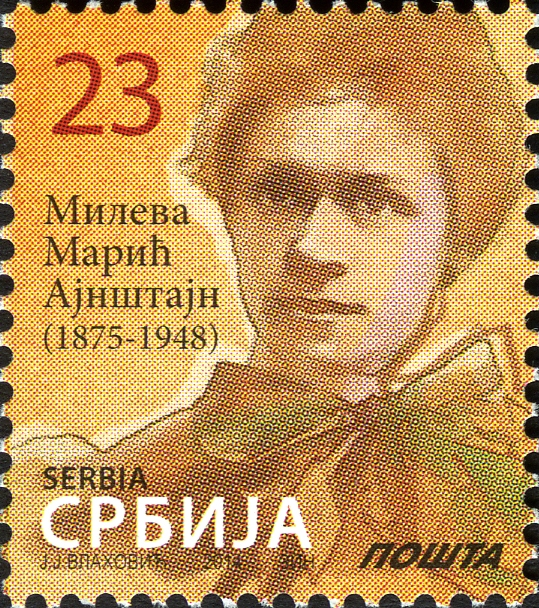
Милева Марич на почтовой марке Сербии, 2014

В 2005 году в Цюрихе почтили память Милевы Марич в Швейцарской высшей технической школе (бывший Политехникум) и в ассоциации Фраумюнстер. Была открыта мемориальная доска на её бывшей резиденции в Цюрихе по адресу Хуттенштрассе, 62. В этом же году бюст Марич был установлен в средней школе Сремска-Митровица, где она училась. Другой бюст находится на территории студенческого городка университета города Нови-Сад. Средняя школа города Тител и техническое училище в городе Нови-Сад были названы в её честь. Спустя шестьдесят лет после её смерти мемориальная доска была установлена на здании бывшей клиники, где она умерла. В 2009 году мемориальное надгробие было установлено на месте захоронения Марич, кладбище Нордгейм.
В 1995 году издательство Narodna knjiga в Белграде опубликовало книгу «Милева Марич-Эйнштейн» Драганы Букумирович на сербском языке. Спустя три года Вида Огненович ставит пьесу «Милева Эйнштейн», которая была переведёна на английский язык в 1999 году.

## Образ Милевы Марич в кинематографе
В 2005 году Би-би-си выпустила очередную ленту, посвящённую выдающимся физикам и математикам. В эпизоде «Большая идея Эйнштейна» роль Милевы сыграла Ширли Хендерсон.
В 2011 году вышел фильм Александра Столярова «Любовь как постоянная величина» из документального цикла «Больше, чем любовь» (студия «Фишка-фильм» (Москва) для телеканала Культура). В основу положена история отношений Эйнштейна и Марич, роль которой играет Елена Лазович.
25 апреля 2017 года стартовал телесериал Гений, первый сезон которого посвящён жизни Эйнштейна. Роль Милевы сыграла Саманта Колли.